# Fox Engine
Fox Engine es un motor de videojuego multiplataforma diseñado por Kojima Productions para su uso en futuros títulos desarrollados por el equipo, tanto para la actual como para la próxima generación de videojuegos. El motor fue revelado por Konami el 3 de junio de 2011. Su desarrollo se inició después del lanzamiento de Metal Gear Solid 4: Guns of the Patriots, con el objetivo de hacer el «mejor motor de videojuego del mundo».
El primer videojuego en hacer uso de este motor fue Pro Evolution Soccer 2014.
El motor hará posible que Kojima Productions reduzca significativamente el tiempo de desarrollo en videojuegos de multiplataforma, siendo descrito como el primer paso para que el programador abandone el desarrollo de juegos uniplataformas. Fox Engine recibe el nombre de «FOX» (en español: «Zorro»), una ficticia unidad militar de la serie Metal Gear, de la misma manera que Kojima Productions basó su logotipo en el emblema de la «Unidad Fox».

## Desarrollo
Una demostración del motor se mostró en la conferencia de Konami en la E3 de 2011. Teniendo lugar en un ambiente selvático, se mostró las capacidades visuales del motor presentando a un joven corriendo, un caballo y un perro. La demostración no fue de un juego que saldrá a la venta, sino una zona de pruebas para el desarrollo del motor. Kojima Productions utilizará Fox Engine en todos sus futuros títulos como la entrega de la franquicia Metal Gear, Ground Zeroes, que fue revelado por Hideo Kojima, el creador de la serie, en un evento especial del 25 aniversario de la serie en Tokio.
El 17 de agosto de 2011, Kojima lanzó una serie de imágenes en Twitter. Estas mostraban pruebas faciales creadas en el Fox Engine. Además, durante una conferencia en la Universidad del Sur de California en manos de Hideo Kojima, expuso una imagen a los estudiantes de una demostración de las capacidades del Fox Engine con una escena que representa a un medio ambiente forestal. Más tarde, el 16 de diciembre, Kojima lanzó más imágenes en Twitter, donde incluía una que mostraba las características de transparencia de tela.
El 2 de marzo de 2012, el sitio web de Development Without Borders subió un CD «clasificado» con la etiqueta «Fox Engine Lighting Sample» («Fox Engine Ejemplo de Iluminación») que contenía una pregunta sobre cuál de dos imágenes expuestas fue una simulación de una sala de personal creada por el motor Fox. Al hacer clic en ella, se revela cual de ambas era la respuesta correcta, y explica cómo se logró. La segunda diapositiva mostró también algunos aros y pelotas levitando de diferentes colores en los «puestos» de la mesa, así como un caballo que entró a través de la habitación.
En un evento, el 25 de mayo de 2012, Kojima confirmó que trabajaba en una nueva entrega de la saga Zone of the Enders, encontrándose en una temprana fase de prototipo. El juego se va a desarrollar con el Fox Engine.
El 8 de junio de 2012, en una entrevista con CVG, Kojima confirmó que el motor Fox se ejecutará en las actuales PS3, Xbox 360 y PC.
El 14 de marzo del mismo año, en un episodio de Gametrailers-TV, Joakim Mogren, el jefe de «Moby Dick Studio», mostró algunas capturas de pantalla de su recientemente anunciado Metal Gear Solid V: The Phantom Pain a través de iPad. Algunas de las capturas de pantalla contenían el logo Fox Engine en la esquina inferior derecha. Cuando Geoff Keighley, periodista canadiense especializado en videojuegos, señaló esto a Mogren, este último mostró evidentes signos de nerviosismo. Sin embargo, numerosos sitios webs de juegos dedujeron que la entrevista y esta última escena, había sido armada.
The Phantom Pain fue revelado el 27 de marzo de 2013, donde se conoció finalmente como el Metal Gear Solid V. Kojima explicó que The Phantom Pain fue presentado como un proyecto relacionado con la saga Metal Gear para observar la respuesta del público a las capacidades del Fox Engine.
El 30 de mayo de 2013 se anuncia Pro Evolution Soccer 2014, el cual es el primer videojuego en ser creado con el Fox Engine, aunque esta entrega se mostró con ciertos problemas de inestabilidad por la migración al nuevo motor gráfico su secuela Pro Evolution Soccer 2015 tuvo un resultado más favorable.

## Juegos que usan Fox Engine
| Título                                                                                    | Año  | Plataforma                                                          | Género                  |
| ----------------------------------------------------------------------------------------- | ---- | ------------------------------------------------------------------- | ----------------------- |
| Metal Gear Solid: Rising (cancelado y luego convertido en Metal Gear Rising: Revengeance) | 2013 | PlayStation 3, Xbox 360, PC                                         | Acción                  |
| Pro Evolution Soccer 2014                                                                 | 2013 | Microsoft Windows, PlayStation 3, Xbox 360                          | Deportes                |
| Metal Gear Solid: Ground Zeroes                                                           | 2014 | PlayStation 3, PlayStation 4, Xbox 360, Xbox One, Microsoft Windows | Sigilo/acción           |
| Pro Evolution Soccer 2015                                                                 | 2014 | PlayStation 3, PlayStation 4, Xbox 360, Xbox One, Microsoft Windows | Deportes                |
| Metal Gear Solid V: The Phantom Pain                                                      | 2015 | PlayStation 3, Xbox 360, Xbox One, Microsoft Windows                | Sigilo/acción           |
| Silent Hills (P.T.)                                                                       | CAN  | CAN                                                                 | Horror de supervivencia |
| Pro Evolution Soccer 2016                                                                 | 2015 | Microsoft Windows, PlayStation 3, Xbox 360, Xbox One, PlayStation 4 | Deportes                |
| Pro Evolution Soccer 2017                                                                 | 2016 | PlayStation 3, PlayStation 4, Xbox 360, Xbox One, Microsoft Windows | Deportes                |
| Pro Evolution Soccer 2018                                                                 | 2017 | PlayStation 3, PlayStation 4, Xbox 360, Xbox One, Microsoft Windows | Deportes                |
| Metal Gear Survive                                                                        | 2018 | PlayStation 4, Xbox One, Microsoft Windows                          | Horror de supervivencia |
| Pro Evolution Soccer 2019                                                                 | 2018 | PlayStation 4, Xbox One, Microsoft Windows                          | Deportes                |
| eFootball Pro Evolution Soccer 2020                                                       | 2019 | PlayStation 4, Xbox One, Microsoft Windows                          | Deportes                |
| eFootball Pro Evolution Soccer 2021 Season Update                                         | 2020 | PlayStation 4, Xbox One, Microsoft Windows                          | Deportes                |